# Solveig Gulbrandsen
Solveig Ingersdatter Gulbrandsen (nacida el 12 de enero de 1981) es una futbolista noruega que juega para el Kolbotn de la Toppserien. Ha representado al Kolbotn, FC Gold Pride, Vålerenga Fotball Damer y Stabæk. Con la selección noruega Gulbrandsen acumuló 183 partidos, 55 goles y ganó la medalla de oro en los Juegos Olímpicos 2000.

## Carrera de club
Proveniente de Oppegård, en el sureste de Oslo, Gulbrandsen empezó su carrera con el Kolbotn.
Con el Kolbotn ganó la Copa de Noruega en noviembre de 2007.
En diciembre de 2008 Gulbrandsen anunció su traspaso al Stabæk Fotball Kvinner, formado a partir de plantel del quebrado Asker FK y otras jugadoras.
El 10 de diciembre de 2009 el FC Gold Pride de Santa Clara, California, equipo de la WPS, anunció que Gulbrandsen había firmado un contrato para jugar y para participar en entrenamiento y educación, a partir de marzo de 2010. Sin embargo, el 7 de julio de 2010, FC Golf Pride anunció que Gulbrandsen volvería a Noruega al Stabæk FK, después del partido del 17 de julio contra Philadelphia. Esto se debía en parte a que buscaba pensar en una carrera futbolística en Noruega después de retirarse como jugadora.
Después de una temporada exitosa con Stabæk en 2010 anunció su retiro como jugadora de fútbol y se unió al Vålerenga de Oslo como ayudante del entrenador. También anunció que estaba a la espera de su segundo hijo. Un resumen de su último partido de liga, en el que  hizo dos asistencias y el Stabæk ganó el título de la Toppserien, puede ser visto en el sitio del canal noruego TV 2.
En la segunda mitad de la temporada 2011 Gulbrandsen jugó algunos partidos como suplente para el Vålerenga, y posteriormente fue contratada como entrenadora asistente del equipo.  Durante 2012 y 2013 jugó regularmente para Vålerenga, que había ascendido a la Toppserien.
Después de otro retiro breve, Gulbrandsen, con 33 años, volvió a unirse a Stabæk como jugadora en septiembre de 2014. Había estado trabajando como columnista para TV 2 pero aceptó ayudar a su equipo anterior, que estaba en una situación difícil por acumulación de lesiones.

## Carrera internacional
En 1998 Gulbrandsen hizo su debut para la selección de Noruega, participando regularmente hasta fines de 2010. Ganó una medalla de oro con la selección en los Juegos Olímpicos 2000. En 2005 Noruega llegó a la final de la Eurocopa tras vencer a Suecia 3-2; Gulbrandsen anotó dos goles y fue amonestada por levatarse la camiseta al festejar el primero.
Gulbrandsen participó en el Mundial 2007 en China, su tercer mundial, consiguiendo con Noruega el cuarto puesto tras Alemania, Brasil y EE. UU. 
El 9 de junio de 2008 fue convocada para los Juegos Olímpicos 2008 en Beijing, China. Noruega llegó hasta los cuartos de final, donde perdieron con Brasil. Gulbrandsen sufrió un golpe en una muñeca al principio del partido pero continuó jugando y solo supo tras el partido que se había roto un hueso.
Gulbrandsen fue seleccionada para el equipo de Noruega en la Eurocopa 2009 jugada en Finlandia.  El equipo pasó la fase de grupos, batió a Suecia 3-1 en los cuartos de final, y perdió con Alemania 3-1 en la semifinal. Al final del torneo anunció que sería el último para ella, pero que continuaría jugando hasta el final de la temporada como mínimo menos. En octubre de 2009 anunció que había decidido con su familia continuar jugando una temporada más.
El entrenador de la selección Even Pellerud convocó a Gulbrandsen para la Eurocopa 2013 en Suecia. En la final en el Friends Arena, la arquera alemana Nadine Angerer le atajó un penal en el segundo tiempo. Un gol de Anja Mittag le dio a los alemanes su sexto título consecutivo.

## Vida personal
Gulbrandsen es hija del exfutbolista internacional Terje Gulbrandsen e Inger Elise Johansen, campeona en gimnasia rítmica. Está casada con Espen Andreassen, exentrenador del Kolbotn. El 8 de junio de 2006 Solveig Gulbrandsen tuvo su primer hijo, llamado Theodor. Su segunda hija nació el 19 de junio de 2011, Lilly. No tiene ninguna relación con el también futbolista Ragnhild Gulbrandsen.

## Palmarés

### Club
- Toppserien: 2002, 2005, 2006, 2010
- Copa de Noruega: 2007

### Internacional
Noruega
- Copa Mundial FIFA 1999: Cuarto puesto
- Copa Mundial FIFA 2003: Cuartos de final
- Copa Mundial FIFA 2007: Cuarto puesto
- Copa Mundial FIFA 2015: Dieciseisavos de final
- Juegos Olímpicos de Sídney 2000: Oro
- Juegos Olímpicos de Beijing 2008: Cuartos de final
- Eurocopa 2001: Semifinales
- Eurocopa 2005: Subcampeonas
- Eurocopa 2009: Semifinales
- Eurocopa 2013: Subcampeonas

### Individual
- Parte del Equipo ideal de la Eurocopa 2013